# Степанов Михайло Володимирович
Михайло Володимирович Степанов (нар. 27 березня 1952, м. Зимогір'я, Слов'яносербський район, Луганська область) — український політик, діяч Соціалістичної партії України. 

## Біографія
Народився 27 березна 1952 року в місті Змогір'я Слов'яносербського району Луганської області. Українець. 

## Кар`єра
Після закінчення середньої школи в 1969 році  працював слюсарем-водієм АТП «Олександрівське» (смт Біле Лутугинського району Луганської області). 
1971 - 1973 рр. -  служба в лавах Радянської армії.
1981 році - закінчив Донецький державний університет за спеціальністю історик, викладач історії та суспільствознавства. 
1982 - 1985 рр. -  вчитель Лотиковської середньої школи Слов'яносербського району Луганської області. 
1985 - 1991 рр. -  інструктор, завідувач відділу Слов'яносербського райкому партії. 
1991 - 1994 рр. -  соціальний педагог Зимогір'ївської середньої школи №2.
Народний депутат України II, III і IV скликань. 
Член СПУ, депутат Київради, голова фракції СПУ в Київраді. 
Голова підкомітета з питань державної політики соціального захисту громадян Комітету Верховної Ради України з питань соціальної політики та праці. 
Одружений, має доньку.